# جلسات نسائية (مسلسل)
جلسات نسائية هو مسلسل سوري درامي اجتماعي. يتكلم عن العلاقات الإنسانية وعلاقات الحب التي تجمع بين الرجل والمرأة، والتي يتحكم بسيرها الرجل، ويتكلم المسلسل أيضاً عن الطلاق والعنوسة والخيانة ومشاكل المرأة بشكل عام في المجتمع العربي.

## القصة
تدور قصة المسلسل حول العلاقات الإنسانية وعلاقات الحب التي تجمع بين الرجل والمرأة في المجتمع، والتي يتحكم بسيرها الرجل، لكنها تؤكد في نفس الوقت أن المرأة هي الكتف الذي يتوارى خلفه الرجل ويتكئ عليه فهي الأقوى والأكثر استيعاباً لأنانية الرجل.

## الممثلون والشخصيات
- نسرين طافش بدور هالة: أرملة شابة تزوجت في عمر صغير وأم لفتاة بعمر 15 عاماً.
- يارا صبري بدور عايدة: الأخت الكبرى، ومتزوجة من شخص يكبرها بكثير وهي عقيمة
- نظلي الرواس بدور سلمى: الأخت الصغرى.
- أمل بوشوشة بدور رويدا: القوية والمستقلة عمليا وماديا. وصديقة العائلة.
- رفيق علي أحمد بدور فادي: زوج عايدة.
- باسم ياخور بدور عدنان: المغترب في السويد الذي يعود في ما بعد إلى موطنه.
- سامر المصري بدور جلال: رجل أعمال سوري مقيم في دبي.
- ميلاد يوسف بدور ماهر: دكتور أسنان متزوج، يخون زوجته ويدخل في عدة علاقات عاطفية.

## البث الدولي
عرض المسلسل في رمضان، 1 أغسطس 2011، على كل من قنوات، إم بي سي دراما، الجزائرية 3، الدنيا، سورية دراما، إن بي إن، قناة المسلسلات، قناة المسلسلات +4، أو تي في.

## الاستقبال
لاقى المسلسل بشكل عام ردود فعل إيجابية من من النقاد والمشاهد العربي. وفي استفتاء أجرته إم بي سي لأفضل مسلسل درامي تعرضه، احتل بها المسلسل المركز الثاني بأربعة آلاف و 403 صوتا بنسبة 21,12%. وحقق المركز الثاني في أعلى مشاهدة تلفزيونية.

## وصلات خارجية
- جلسات نسائية في قاعدة بيانات الأفلام العربية
- الصفحة الرسمية على شركة سوريا الدولية للإنتاج الفني